# Dongchuanita
La dongchuanita és un mineral de la classe dels fosfats que pertany i dona nom al grup de la dongchuanita.

## Característiques
La dongchuanita és un fosfat de fórmula química Pb₄ZnZn₂(PO₄)₄(OH)₂. Va ser aprovada com a espècie vàlida per l'Associació Mineralògica Internacional l'any 2021, i va ser publicada en el mes de maig de 2023. Cristal·litza en el sistema triclínic.
Les mostres que van servir per a determinar l'espècie, el que es coneix com a material tipus, es troben conservades a la col·lecció mineralògica del Museu Geològic de la Xina, a Beijing (República Popular de la Xina), amb el número de catàleg: m16123 i a les col·leccions del laboratori d'estructura cristal·lina de l'institut de recerca científica de la Universitat de Geociències de la Xina, a Beijing, amb el número de catàleg: dc-1.

## Formació i jaciments
Va ser descoberta a la mina de coure Dongchuan, situada al nord-est de la província de Yunnan, a la República Popular de la Xina, a 160 km al nord de la ciutat de Kunming. Aquesta mina és un important jaciment de minerals de coure, famós per la producció de coure i el subministrament de matèries primeres per encunyar monedes per a dinasties antigues. Aquesta mina és l'únic indret de tot el planeta on ha estat descrita aquesta espècie mineral.